# Ford Torino
O Ford Torino é um carro de tamanho médio produzido para o mercado dos Estados Unidos entre 1968 e 1976. inicialmente foi uma remodelação maior do Ford Fairlane, que foi produzido pela Ford entre 1962 e 1970. Após 1968, o nome Torino foi incluído nos carros do modelo Fairlane, sendo considerado uma nova série deste último modelo. A partir de 1970, Fairlane passou a ser considerado como uma sub-série do Torino.
A Ford produziu novos modelos do Torino, com maior potência. Com isso, este modelo foi escolhido pela Ford para ser seu carro nas corridas da NASCAR de 1968 até 1977.

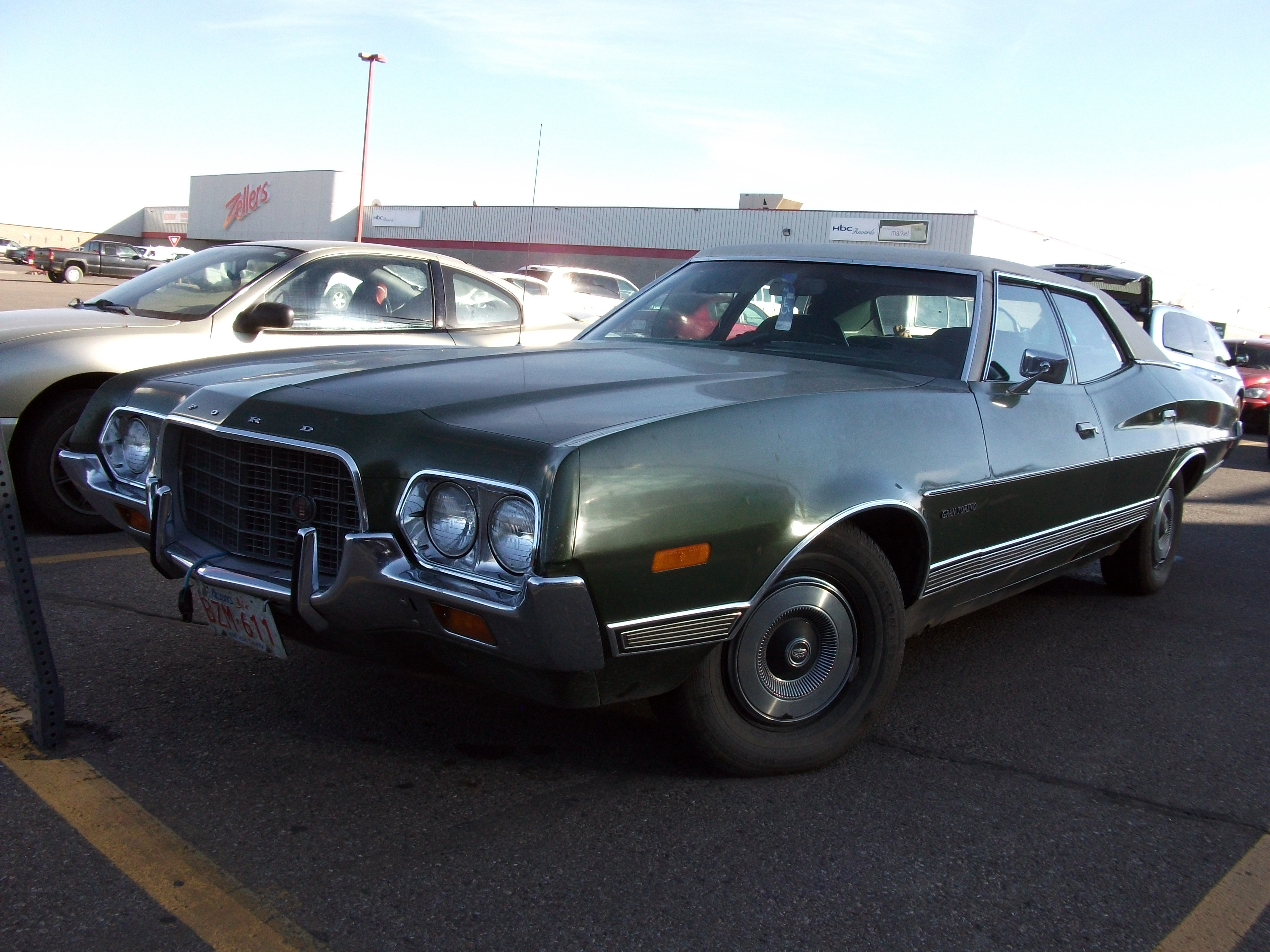
Ford Gran Torino 1972.